# Antropologia histórica
A antropologia histórica é um ramo transdisciplinar de investigação científica que aplica as metodologias da Antropologia Social e Cultural ao estudo histórico das sociedades.  Como abordagem metodológica, é compreendida de maneiras distintas por diferentes estudiosos e, para alguns, pode ser sinônimo de história das mentalidades, história cultural, etno-história, micro-história, história vista de baixo ou história do cotidiano. Originou-se como um movimento historiográfico emanado da França, especialmente em torno da Escola dos Annales da segunda metade do século XX, mas desenvolvido também no Reino Unido, Estados Unidos e Alemanha. Ao longo das décadas de 1980 e 1990, ganhou força na América Latina. Antropólogos cujos trabalhos foram particularmente fundadores da antropologia histórica incluem Emile Durkheim, Clifford Geertz, Arnold van Gennep, João Pacheco de Oliveira, Jack Goody, Lucien Lévy-Bruhl, Marcel Mauss e Victor Turner.

## Enfoque multidisciplinar
A antropologia histórica caracteriza-se pela relação interdisciplinar entre História e Antropologia e por seu interesse especial no estudo das formas de vida humana dentro da escala do cotidiano, isto é, os diferentes hábitos sociais e fenômenos culturais (tais quais, parentesco, família, infância, comida, rituais, música, disfarces, etc.). De certa forma, repetiu um enfoque das sociedades nativas ou subalternas, já anteriormente empregado pela etnologia.
Sua abordagem foi inicialmente provocada pela antropologia estrutural de Claude Lévi-Strauss, que por volta da década de 1950, em certa medida, condenou a história à observação empírica e às manifestações conscientes. Na opinião deste intelectual, ao ofício do historiador não seria possível acessar às estruturas profundas da sociedade, nem às expressões inconscientes da vida social, diferentemente da antropologia. O historiador Fernand Braudel respondeu a este desafio em 1958, propondo a noção de longa duração e colocando, assim, a história no centro da linguagem teórica das ciências sociais.
Durante as décadas seguintes, outros historiadores também ampliaram ainda mais os horizontes da história, rumo a uma multidisciplinariedade, tomando emprestado os métodos e perspectivas de outros campos das ciências humanas e sociais. Este é o caso de Jacques Le Goff que propôs a tendência a uma história "multidisciplinar, com incursões na economia, geografia e, até onde seja possível, a etnología e a antropologia".

## História
A antropologia histórica teve suas raízes na Escola dos Annales, associada a uma sucessão de historiadores franceses consagrados como Fernand Braudel, Jacques Le Goff, Emmanuel Le Roy Ladurie e Pierre Nora, ao lado de intelectuais de outras partes da Europa, como Carlo Ginzburg. O termo "antropologia histórica" foi ativamente promovido por alguns historiadores recentes dos Annales, como Jean-Claude Schmitt. Fundada em 1929 por Marc Bloch e Lucien Febvre, a revista Annales: Histoire, Sciences sociales ainda está entre as publicações francesas mais influentes para pesquisas em antropologia histórica.

## Visões
Peter Burke comparou a antropologia histórica com a História Social, descobrindo que a antropologia histórica tende a se concentrar em dados qualitativos em vez de quantitativos, comunidades menores e aspectos simbólicos da cultura. Assim, ele reflete uma virada na historiografia marxista dos anos 1960 da "abordagem marxista ortodoxa do comportamento humano em que os atores são vistos como motivados em primeira instância pela economia, e apenas secundariamente pela cultura ou ideologia", no trabalho de historiadores como E.P. Thompson.

## Críticas
Assim como a própria antropologia, este campo da historiografia recebeu críticas sobre sua parcialidade: "como Bernard Cohn e John e Jean Comaroff observaram, os estudos em que as sociedades eram representadas desta forma eram frequentemente servas parciais, tendenciosas e inconscientes da dominação de povos não-ocidentais por Europeus e Americanos". Entretanto, desde a Segunda Guerra Mundial, abordagens cada vez mais reflexivas levaram uma sofisticação do campo e a bandeira da antropologia histórica atraiu historiadores anglo-americanos de maneiras que os Annales não o fez. Neste contexto, são figuras-chave: Sidney Mintz, Jay O'Brien, William Roseberry, Marshall Sahlins, Jane Schneider, Peter Schneider, Eric Wolf, Peter Burke e pessoas de outras partes do mundo, como Aaron Gurevich.